# 平庄城区街道
平庄城区街道，是中华人民共和国内蒙古自治区赤峰市元宝山区下辖的一个乡镇级行政单位。

## 行政区划
平庄城区街道下辖以下地区：
向阳社区、旭日社区、星海社区、天山社区、太阳神社区和锦山社区。